# Ephraim Weston Clark

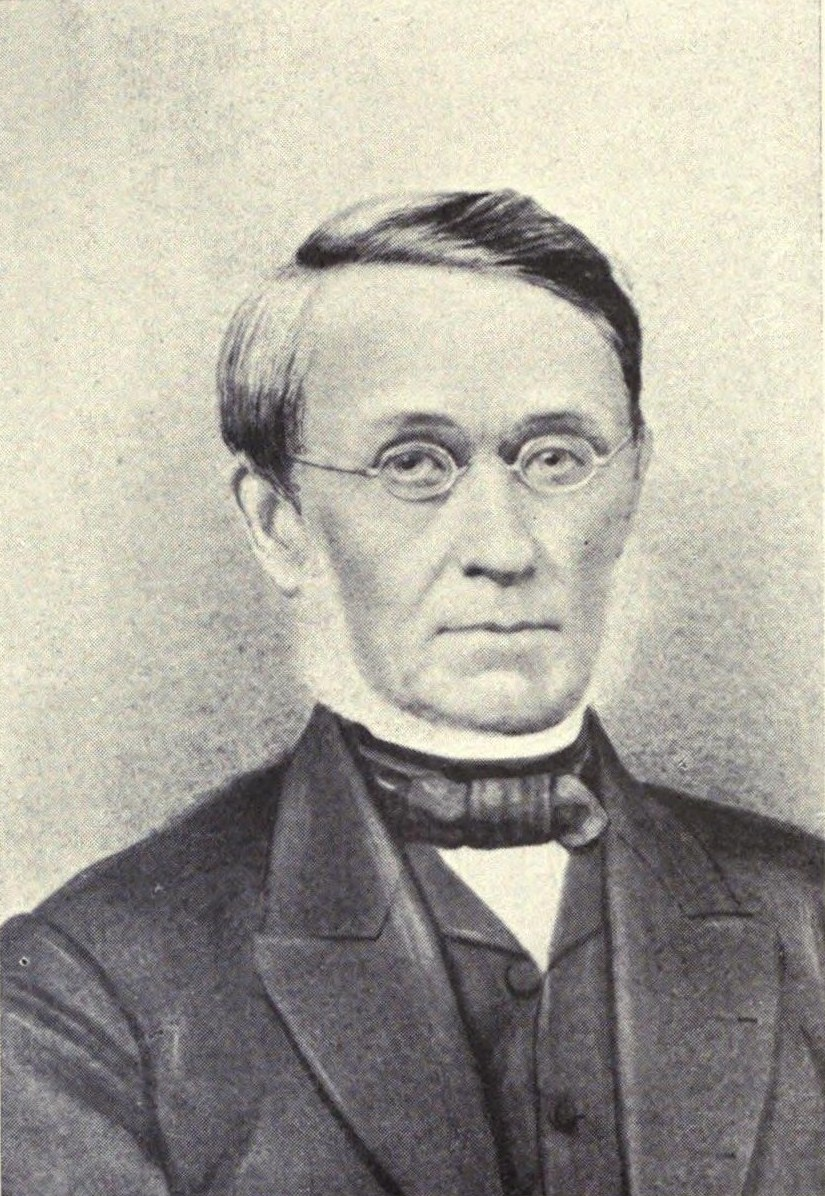
Ephraim Weston Clark.

Ephraim Weston Clark, född den 25 april 1799 i Haverhill, New Hampshire, död den 16 juli 1878, var en amerikansk missionär och bibelöversättare.
Clark, som blev filosofie doktor 1824, begav sig 1827, efter avslutade teologiska studier, till Sandwichöarna i American Boards tjänst. Åren 1835–1843 tog han verksam del i ledningen av högskolan i Lahainaluna och verkade sedan såsom missionär i Honolulu, där han också hade vård om den äldsta kristna församlingen. Sedan 1852 sekreterare i det hawaiianska missionssällskapet, gjorde han en betydande insats i den mikronesiska missionen. Under de sista 15 åren av sitt liv ägnade han sig väsentligen åt litterär verksamhet. Bland hans viktigare litterära arbeten var revisionen av bibelöversättningen på Hawaiispråket.